# Лісняк Владислав Юрійович
Владислав Юрійович Лісняк — сержант окремого загону спеціального призначення НГУ «Азов» Національної гвардії України, що загинув у ході російського вторгнення в Україну у 2022 році. 
Головний сержант 3-го взводу 2-ї роти оперативного призначення 2-го батальйону оперативного призначення ОЗСП «Азов»

## Життєпис
Народився в селі Орлівщина Дніпропетровської області. 
З 2014 року у віці 18 років, не маючи жодного сумніву пішов захищати Батьківщину, де службу в Національній Гвардії України військова частина А3036 у складі, якої приймав безпосередньо участь в антитерористичній операції в зонах бойових дій на території Донецької та Луганської областях: м. Славянськ, м. Попасне. Був нагороджений відзнакою Президента України за участь в антитерористичній операції та нагрудним знаком «Ветеран війни» 
У 2020-му вступив до Запорізького національного університету, але не встиг завершити навчання.
В 2020 році підписав контракт з окремим загоном спеціального призначення АЗОВ Військової частини А3057 Східного оперативного-територіального обʼєднання Національної гвардії України .
Починаючи з 24 лютого 2022 року він перебував в м. Маріуполь, де при розподілі на позиціях був призначений командиром підрозділу, для відбиття ворожих атак проти військ Російської Федерації.

## Загибель
13 березня 2022 під час виконання бойового завдання отримав поранення. Він прикривав відхід свого підрозділу, потрапив під мінометний обстріл та отримав смертельні поранення .

## Нагороди
- орден «За мужність» III ступеня (2022, посмертно) — за особисту мужність і самовіддані дії, виявлені у захисті державного суверенітету та територіальної цілісності України, вірність військовій присязі, зразкове виконання службового обов'язку.